# Acunasus angustatus
Acunasus angustatus är en insektsart som beskrevs av Delong 1980. Acunasus angustatus ingår i släktet Acunasus och familjen dvärgstritar. Inga underarter finns listade i Catalogue of Life.